# Kurt Georg Kiesinger

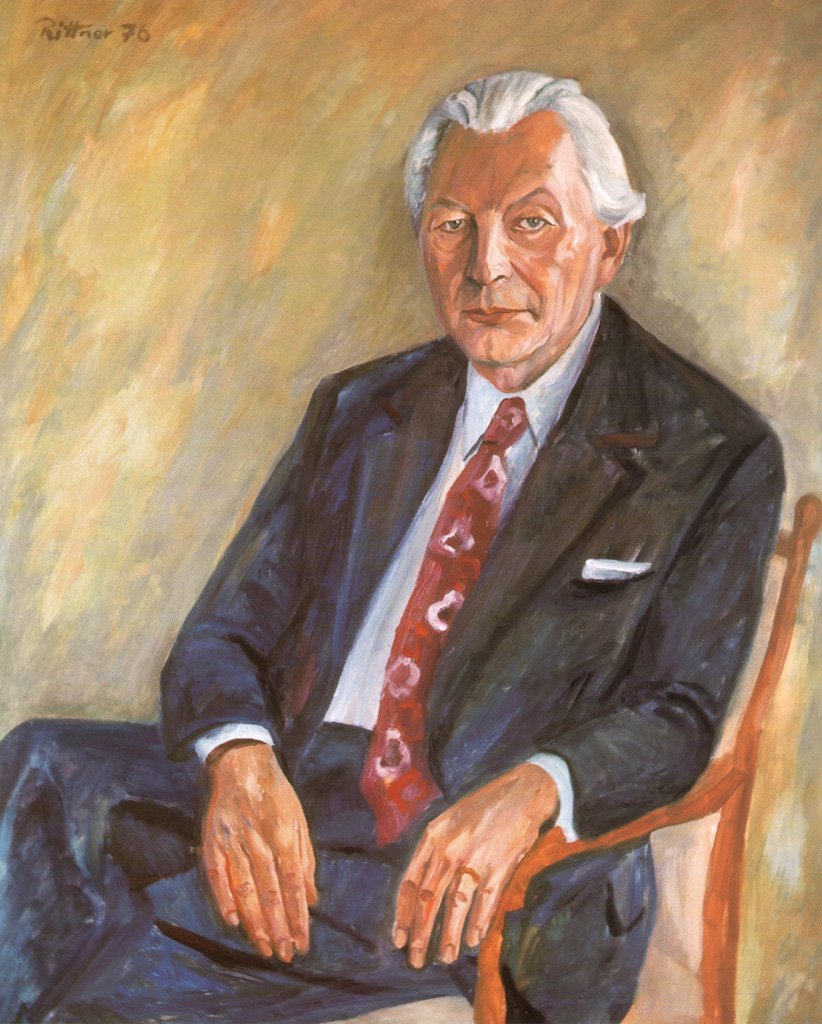
Kurt Georg Kiesinger

Kurt Georg Kiesinger (n. 6 aprilie 1904, Albstadt, Imperiul German – d. 9 martie 1988, Tübingen, Republica Federală Germania) a fost un om politic german, membru al CDU. În perioada 1 decembrie 1966 – 21 octombrie 1969 a ajuns cancelar federal al Germaniei.
El a fost membru al partidului nazist NSDAP din 1933. După 1945, a devenit membru al CDU. A fost prim-ministru al landului Baden-Württemberg din 1958 până în 1966, cancelar federal din 1966 până în 1969 și președinte federal al CDU din 1967 până în 1971. Kiesinger a fost primul cancelar care a guvernat cu o coaliție mare, cu SPD.